# Jean-Marc Chapoulie
Pour les articles homonymes, voir Chapoulie.
Jean-Marc Chapoulie (né en 1967 à Poitiers) est un cinéaste et vidéaste français.

## Biographie
Jean-Marc Chapoulie se produit quelque temps sur la scène punk et rock de Poitiers et joue du clavier dans un groupe pop punk local : Emergency. Il participe également à quelques fanzines, dont Tant qu'il y aura du rock.
De 1992 à 1999, il collabore comme assistant réalisateur de la série de documentaires Cinéastes de notre temps, dirigée par Janine Bazin et André S. Labarthe. Puis, entre 2002 et 2006, il intervient régulièrement au Studio Le Fresnoy et enseigne ponctuellement à l'École supérieure d'art de Grenoble ainsi qu'à l'École régionale des beaux-arts de Besançon. 
En 2001, Jean-Marc Chapoulie est l’un des commissaires d’exposition associés à la Biennale d'art contemporain de Lyon, après avoir fait ses premiers pas dans le domaine par le biais de collaborations avec, entre autres, Harald Szeemann et André S. Labarthe, dans les années 1990. Jean-Marc Chapoulie sera ensuite invité, cette fois-ci en tant qu’artiste, lors de l’édition 2005 de la Biennale de Lyon. Il y présente une œuvre intitulée Le Couloir de Cthulhu, à travers laquelle il questionne les systèmes spécifiques de monstration de l’image en mouvement dans le cadre d’une installation et notamment le rôle que tient le spectateur dans un tel contexte.

En 2006, il présente un film sur le Tour de France, TDF06, au Palais de Tokyo. C’est ici la question du montage et donc de la chute qui fait principalement l’objet de ce travail.

Par ailleurs, depuis la fin des années 1990, Jean-Marc Chapoulie propose sous le nom d’Alchimicinéma des séances à la forme hybride, à la fois conférences et performances, projections et installations. Dans le recueil éponyme publié en 2008, il livre une grande partie de ses réflexions sur ce qui pourrait être reconnu comme du cinéma. Ses considérations portent sur la redéfinition du genre aussi bien que sur les éléments d’une histoire matérielle des supports de l’image en mouvement et d’une histoire hérétique des pratiques filmiques, ainsi que sur les dispositifs de fabrication et de monstration des films, sans oublier les questions de Droit d'auteur. 
À partir de 2006, il enseigne à l'ESAAA école supérieure d’art Annecy Alpes en section vidéo/cinéma.

## Expositions cinéma ou vidéo
- 2000 : Cai Guo-Qiang, le défi de l’explosion (5 min, 2000), Fondation Cartier pour l’art contemporain, Paris
- 2001 : Nécronomics, avec Oreste Scalzone (70 min, 1999-2001), Fri Art[6], Fribourg. (Suisse)
- 2002 : Le Perpendiculaire Cinéma (4 x 60 min, 2002), la tapisserie, la Revue perpendiculaire, FRAC Marseille
- 2003 : L’Encouragement (2 min, 2003, FRAC Marseille, FRAC Reims et Palais de Tokyo[7].
- 2005 : Le Couloir de Cthulhu (135 min, 2005), Biennale de Lyon
- 2005 : Gilberto Zorio, coréalisation avec Véronique Aubouy (32 min, 2004), FRAC Reims
- 2006 : #4 (4 min, 2006), Re :Re, Espace Paul Ricard[8], Paris
- 2007 : SPACEpective (23 min, 2007), Palais de Tokyo, Paris
- 2008 : Vin d’honneur (60 min, 2008), FRAC Aquitaine
- 2008 : Ron NewComer (12 min, 2008); CHIPs (5 min, 2008), Galerie Xippas, Paris
- 2008 : Prolo (installation, 35 min, 2008), Biennale de Rennes

## Performances
Alchimicinéma
- 1990-1998 : avec la compagnie Bernard Lubat
- 2003 : tournée avec Le hors série Le burlesque de la revue art press, Le Palais de Tokyo, Reims, Clermont-Ferrand.
- 2003 : tournés avec la sortie du livre Idiotie de Jean-Yves Jouannais, Le Havre, Reims, Marseille.
- 2004 : (avril), Villes nouvelles / villes neuves au Palais de Tokyo
- 2004 : (avril), Le Manger au Centre Pompidou[9]
- 2002-2006 : au FRAC Champagne Ardenne
- 2003-2006 : au Centre culturel suisse de Paris
- 2007-2008 : au Mac/Val

## Production et/ou commissariat d'expositions
- 1995 : Chargé de production pour l’installation Cinéma Virgule.
- 1995 : Chargé de mission au Kunsthaus de Zurich (Harald Szeemann).
- 1996 : Production et post-production de la mono-bande Amour d’André S. Labarthe.
- 1996 : Chargé de production pour les films de Chantal Akerman, Olivier Assayas, Claire Denis,  Raymond Depardon.
- 1996 : Chargé de mission à la Fondation Cartier pour l’art contemporain (exposition Amour).
- 2000 : Rétrospective intégrale des films de Frederick Wiseman
- 2000 : Commissaire d’exposition de la biennale de photographie, Le Grand Album, Chalon-sur-Saône.
- 2001 : Exposition des films et installations de Jean Nolle, Pedro Costa, Véronique Aubouy, Harry Smith, André S. Labarthe, François Pain, François Tosquelles, Félix Guattari.
- 2001 : Commissaire d’exposition de la Biennale d’art contemporain de Lyon, Connivence
- 2002 : Performance cinéma avec la Structure multifonction de NicolasFloch’.
- 2002 : Exposition de l’installation Novo 3/4 de Nicolas Floch’.
- 2002 : Directeur artistique du festival B.B.I. à Fribourg (Suisse).
- 2002 : Commissaire d’exposition à La Fondation Cartier pour l’art contemporain, Le ciné-club.
- 2005 : Chargé de la programmation des films cinéma à la Biennale d'art contemporain de Lyon.
- 2006 : Commissaire d’exposition Re : Re, Espace Paul Ricard (Paris).
- 2007-2008 : Commissaire d’exposition Le Dernier qui parle, FRAC Champagne Ardenne

## Publications
- avec Bruno Chibane, Tempo André S. Labarthe, éd. Ciné-fils, 1996
- Enquête sur une image invisible, catalogue de la Biennale de Lyon, 2001
- La voix au cinéma - Technique ou langage, dans Brise-glace, no 1, 2001
- « L'image en mouvement comme écriture », dans Travioles, no 7/8, 2002
- Articles dans la revue Art Press, dont le hors-série sur le burlesque, « La photographie : du mécanique plaqué sur du vivant », 2003-2006
- Texte sur Pascal Lièvre pour le catalogue de l'exposition Jeunisme de FRAC C.A., 2003
- Articles dans la revue Fresh Théorie dirigée par Christophe Kihm et Mark Alizart, 2005-2006
- Texte de catalogue des artistes Kolkoz, Ariane Michel, Jean-Charles Hue, 2005-2006
- Alchimicinéma, enquête sur une image invisible, Éditions Les Presses du réel, 2008.